# Côte Fleurie
Côte Fleurie (da.:Blomsterkysten) er hvad man kalder den normanniske kyst, der adskiller Pays d'Auge fra den engelske kanal, i den østlige del af departementet Calvados, mellem udløbene af Seinen og Orne.
På kysten ligger flere kendte bade- og havnebyer:
- Honfleur
- Villerville
- Trouville-sur-Mer
- Deauville
- Benerville-sur-Mer
- Tourgéville
- Blonville-sur-Mer
- Villers-sur-Mer
- Houlgate
- Cabourg
- La Home-Varaville
- Merville-Franceville-Plage
- Sallenelles

Til listen hører også Balbec, den fiktive badeby i Marcel Prousts bog À la recherche du temps perdu.

## Betydning af navnet
Navnet Côte Fleurie er kontrueret for at gavne turismen i regionen og for at adskille området fra de andre kystområder i Frankrig, som alle har fået tilsvarende navne.